# Nikola Miličić
Nikola Miličić (en serbe : Никола Миличич), né le 4 juillet 2004 à Kraljevo en Serbie, est un footballeur serbe qui évolue au poste de défenseur central au FK Partizan Belgrade.

## Biographie

### En club
Né à Kraljevo en Serbie, Nikola Miličić est formé par le club de sa ville natale, le FK Kiker Kraljevo avant de rejoindre le FK Radnički 1923.
Il joue son premier match en professionnel le 17 juillet 2022 face au FK Mladost Lučani, lors de la deuxième journée de la saison 2022-2023 de première division serbe. Il est titularisé au poste d'arrière gauche et son équipe l'emporte par un but à zéro. Miličić s'impose dès sa première saison en professionnel, à 18 ans, obtenant la confiance de son entraîneur Dejan Joksimović, qui n'hésite pas à le titulariser. Il est alors considéré comme l'un des joueurs les plus prometteurs du pays. 

### En sélection
Nikola Miličić représente l'équipe de Serbie des moins de 19 ans. Il joue son premier match avec cette sélection le 22 septembre 2022, lors d'un match amical contre la Finlande. Il entre en jeu et son équipe l'emporte (3-1 score final).
En juin 2023, Miličić est appelé pour la première fois avec l'équipe de Serbie espoirs, il remplace notamment Stefan Leković initialement appelé mais forfait sur blessure. 